# هاك سيمبسون
هاك سيمبسون هو لاعب هوكي الجليد كندي، ولد في 26 يونيو 1910 في وينيبيغ في كندا، وتوفي في 30 مارس 1978 في كيبك في كندا.

## وصلات خارجية
- هاك سيمبسون على موقع EliteProspects.com (الإنجليزية)
- هاك سيمبسون على موقع Eurohockey.com (الإنجليزية)
- هاك سيمبسون على موقع أوليمبيديا (الإنجليزية)